# Гайленд (округ, Вірджинія)
Шаблон:StateAbbr_ 38°21′ пн. ш. 79°34′ зх. д. / 38.35° пн. ш. 79.56° зх. д.
Округ Гайленд (англ. Highland County) — округ (графство) у штаті Вірджинія, США. Ідентифікатор округу 51091.

## Історія
Округ утворений 1847 року.

## Демографія
За даними перепису 2000 року загальне населення округу становило 2536 осіб, усе сільське. Серед мешканців округу чоловіків було 1254, а жінок — 1282. В окрузі було 1131 домогосподарство, 764 родин, які мешкали в 1822 будинках. Середній розмір родини становив 2,74.
Віковий розподіл населення поданий у таблиці:
| Стать    | До 15 років | 15-21 | 22-29 | 30-39 | 40-49 | 50-65 | 65-85 | Понад 85 |
| -------- | ----------- | ----- | ----- | ----- | ----- | ----- | ----- | -------- |
| Чоловіки | 202         | 93    | 67    | 147   | 221   | 284   | 228   | 12       |
| Жінки    | 199         | 79    | 68    | 150   | 203   | 306   | 244   | 33       |

## Суміжні округи
- Пендлтон, Західна Вірджинія — північ
- Огаста — південний схід
- Бат — південь
- Покахонтас, Західна Вірджинія — захід

## Виноски
1. ↑  U.S. Decennial Census. United States Census Bureau. Архів оригіналу за 26 квітня 2015. Процитовано 2 січня 2014.
2. ↑  Historical Census Browser. University of Virginia Library. Архів оригіналу за 11 серпня 2012. Процитовано 2 січня 2014.
3. ↑  Population of Counties by Decennial Census: 1900 to 1990. United States Census Bureau. Архів оригіналу за 15 грудня 2013. Процитовано 2 січня 2014.
4. ↑  Census 2000 PHC-T-4. Ranking Tables for Counties: 1990 and 2000 (PDF). United States Census Bureau. Архів оригіналу (PDF) за 18 грудня 2014. Процитовано 2 січня 2014.
5. ↑  American FactFinder. Бюро перепису населення США. Архів оригіналу за 21 травня 2008. Процитовано 31 січня 2008.

| США | Це незавершена стаття з географії США. Ви можете допомогти проєкту, виправивши або дописавши її. |